# Luca Bucci
Luca Bucci (* 13. března 1969, Bologna, Itálie) je bývalý italský fotbalový brankář. Od roku 2011 je trenérem brankařů.
Fotbalově vyrůstal v Parmě. Během prvních 5 let nastupoval jen zřídka. Byl posílán na hostování do Pro Patria a Rimini. Až v sezoně 1992/93 prorazil. Chytal v druholigové Reggianě a pomohl ji k postupu do nejvyšší ligy. V následující sezoně se vrátil do Parmy a chytal zde čtyři roky, do doby kdy jej vystřídal Buffon. Za tu dobu získal Superpohár UEFA 1993 a vyhrál pohár UEFA 1994/95. V roce 1998 byl prodán do Turína, kde vydržel do roku 2003. V sezoně 2000/01 vyhrál druhou ligu. Poté působil rok v Empoli a v roce 2004 se vrátil do Parmy. Za tento klub poté chytal do roku 2008 a celkem za ní odchytal 226 utkání a inkasoval 233 branek. Po sezoně 2008/09 v dresu Neapole se rozhodl ve 40 letech ukončit kariéru.
Za reprezentaci nastoupil do třech utkání. První zápas odehrál 21. prosince 1994 proti Turecku (3:1), když nastoupil do 2. poločasu. Má stříbrnou medaili z MS 1994.
Od roku 2011 se věnuje brankařům jako trenér. Do roku 2015 působil v Parmě. Poté odešel do rodné Boloně.

## Hráčská statistika
| Sezóna  | Klub       | Liga     | Liga   | Liga       | Ligové poháry | Ligové poháry | Ligové poháry | Kontinentální poháry | Kontinentální poháry | Kontinentální poháry | Celkem | Celkem |
| Sezóna  | Klub       | Soutěž   | Zápasy | Obdr. Góly | Soutěž        | Zápasy        | Góly          | Soutěž               | Zápasy               | Góly                 | Zápasy | Góly   |
| ------- | ---------- | -------- | ------ | ---------- | ------------- | ------------- | ------------- | -------------------- | -------------------- | -------------------- | ------ | ------ |
| 1986/87 | Parma      | Serie B  | 1      | −1         | IP            | 1             | −0            | –                    | 0                    | −0                   | 2      | −1     |
| 1987    | Pro Patria | Serie C2 | 1      | −2         | –             | 0             | −0            | –                    | 0                    | −0                   | 1      | −2     |
| 1987/88 | Rimini     | Serie C1 | 1      | −0         | –             | 0             | −0            | –                    | 0                    | −0                   | 1      | −0     |
| 1988/89 | Parma      | Serie B  | 0      | −0         | IP            | 0             | −0            | –                    | 0                    | −0                   | 0      | −0     |
| 1989/90 | Parma      | Serie B  | 4      | −3         | IP            | 0             | −0            | –                    | 0                    | −0                   | 4      | −3     |
| 1990/91 | Casertana  | Serie C1 | 32     | −12        | IP            | 0             | −0            | –                    | 0                    | −0                   | 32     | −12    |
| 1991/92 | Casertana  | Serie B  | 35+1   | −37+ −2    | IP            | 4             | −3            | –                    | 0                    | −0                   | 40     | −42    |
| 1992/93 | Reggiana   | Serie B  | 36     | −15        | IP            | 3             | −8            | –                    | 0                    | −0                   | 39     | −23    |
| 1993/94 | Parma      | Serie A  | 32     | −32        | IP            | 0             | −0            | PVP+ES               | 9+0                  | −5                   | 41     | −37    |
| 1994/95 | Parma      | Serie A  | 30     | −25        | IP            | 3             | −4            | UEFA                 | 12                   | −6                   | 45     | −35    |
| 1995/96 | Parma      | Serie A  | 26     | −25        | IP+IS         | 1+1           | −3+ −1        | PVP                  | 6                    | −6                   | 34     | −25    |
| 1996/97 | Parma      | Serie A  | 7      | −9         | IP            | 1             | −3            | UEFA                 | 1                    | −1                   | 9      | −13    |
| 1997    | Perugia    | Serie A  | 17     | −30        | –             | 0             | −0            | –                    | 0                    | −0                   | 17     | −30    |
| 1997/98 | Parma      | Serie A  | 0      | −0         | IP            | 0             | −0            | –                    | 0                    | −0                   | 0      | −0     |
| 1998    | Turín      | Serie B  | 19+1   | −15+ −1    | –             | 0             | −0            | –                    | 0                    | −0                   | 20     | −16    |
| 1998/99 | Turín      | Serie B  | 20     | −17        | IP            | 4             | −5            | –                    | 0                    | −0                   | 20     | −17    |
| 1999/00 | Turín      | Serie A  | 32     | −42        | IP            | 0             | −0            | –                    | 0                    | −0                   | 32     | −42    |
| 2000/01 | Turín      | Serie B  | 35     | −27        | IP            | 6             | −8            | –                    | 0                    | −0                   | 41     | −35    |
| 2001/02 | Turín      | Serie A  | 30     | −36        | IP            | 0             | −0            | –                    | 0                    | −0                   | 30     | −36    |
| 2002/03 | Turín      | Serie A  | 24     | −41        | IP            | 0             | −0            | Int.                 | 4                    | −3                   | 28     | −44    |
| 2003/04 | Empoli     | Serie A  | 17     | −27        | IP            | 2             | −3            | –                    | 0                    | −0                   | 19     | −30    |
| 2004/05 | Parma      | Serie A  | 2      | −2         | IP            | 0             | −0            | UEFA                 | 7                    | −2                   | 9      | −4     |
| 2005/06 | Parma      | Serie A  | 22     | −23        | IP            | 0             | −0            | –                    | 0                    | −0                   | 22     | −23    |
| 2006/07 | Parma      | Serie A  | 26     | −30        | IP            | 1             | −1            | UEFA                 | 2                    | −1                   | 29     | −32    |
| 2007/08 | Parma      | Serie A  | 31     | −50        | IP            | 0             | −0            | –                    | 0                    | −0                   | 31     | −50    |
| 2008/09 | Neapol     | Serie A  | 1      | −2         | IP            | 0             | −0            | UEFA                 | 0                    | −0                   | 1      | −2     |
| Celkem  | Celkem     | Celkem   | 483    | −506       | –             | 27            | −39           | –                    | 43                   | −24                  | 551    | −569   |

## Hráčské úspěchy

### Klubové
- 2× vítěz 2. italské ligy (1992/93, 2000/01)
- 1× vítěz evropského superpoháru (1993)
- 1× vítěz poháru UEFA (1994/95)

### Reprezentační
- 1× na MS (1994 – stříbro)
- 1× na ME (1996)